# Hoshino
Pour les articles homonymes, voir Hoshino (homonymie).
Le village de Hoshino (星野村, Hoshino-mura) était un village du district d'Asakura, dans la préfecture de Fukuoka, au Japon.

## Toponymie
L'origine du toponyme « Hoshino » n'est pas certaine. Hoshino (星野, litt. « champ d'étoiles ») traduirait simplement le fait que le village est un lieu propice à l'observation des étoiles grâce à son ciel préservé de la pollution lumineuse,.

## Géographie

### Situation
Le village de Hoshino, un village de montagne, est situé dans le Sud-Est de la préfecture de Fukuoka, sur l'île de Kyūshū, au Japon. Sa limite est longe la limite nord-ouest de la préfecture d'Ōita. Distant d'une soixantaine de kilomètres de la ville de Fukuoka, chef-lieu de la préfecture, au sud-est, il est intégré à la ville de Yame depuis février 2010.

### Démographie
En janvier 2010, la population de Hoshino s'élevait à 3 144 habitants répartis sur une superficie de 81,28 km2. Elle est en baisse constante depuis le début des années 1950, passant de 9 026 habitants en 1950 à 3 144 en 2010.

### Hydrographie
Le village est traversé d'est en ouest par la rivière Hoshino, un affluent du fleuve Yabe qui se jette dans la mer d'Ariake plus au sud-ouest.

## Histoire
En 1889, au cours de la mise en place du nouveau système d'administration des municipalités élaboré par le gouvernement de Meiji, le village de Hoshino est créé et intégré au district de Yame. Puis, en février 2010, il est intégré dans la ville de Yame.

## Économie
Le village de Hoshino  est essentiellement une commune agricole qui cultive du riz et est réputée au Japon pour sa production de thé. Les nombreux théiers cultivés en terrasses par les agriculteurs locaux sont en majorité de la variété Gyokuro, un thé vert japonais créé à la fin de l'ère Edo (1603–1868) dans la région d'Uji, près de Kyoto.
Depuis la fin des années 1990, Hoshino s'efforce de mettre en valeur son patrimoine culturel et ses richesses naturelles afin de développer le tourisme.

## Culture locale et patrimoine
Le village de Hoshino est membre de l'association Les Plus Beaux Villages du Japon depuis 2009.

### Patrimoine culturel

#### Musée de la culture du thé
Ouvert depuis 1994, le musée de la culture du thé (Ocha no Bunkakan) présente tous les aspects de la culture du thé propre au Japon, de la plantation, l'entretien et la récolte des feuilles de thé aux mille et une façons de le consommer en passant par son histoire.

#### Musée des étoiles
Ouvert depuis 1991, le musée des étoiles (Hoshi no Bunkakan) possède un planétarium et un imposant télescope permettant d'admirer, à la nuit tombée, les étoiles de galaxies lointaines dans le ciel parfaitement dégagé du village de Hoshino.

#### Sanctuaire Muroyama
Le sanctuaire Muroyama est un lieu sacré du shintō, religion autochtone. Il a été construit en 1226 et est dédié aux trois divinités Izanami, Susanoo et Kumano Gongen.
Reconstruit après un incendie survenu en 1477, il est de nouveau détruit par le feu en 1607. La structure visible en 2015 date de 1699.

#### Temple Daien
Le temple Daien est un temple bouddhique fondé en 725 et affilié au Kanzeon-ji de la ville de Dazaifu (préfecture de Fukuoka).
En avril 1377, sous la pression du commandant militaire Imagawa Sadayo au service de la cour du Nord, le Prince Kaneyoshi de la cour du Sud s'y retire. Il y  meure en 1383.
Au pied du mont Daimyōjin, où se dresse le Daien-ji, il faut marcher quelques kilomètres à travers la forêt pour trouver la tombe du prince Kaneyoshi,.

#### La flamme de la paix
Début août 1945, un citoyen du village de Hoshino, Tatsuo Yamamoto, se rend à Hiroshima après l'explosion de la première bombe atomique. Il y découvre son oncle mort dans sa maison en ruine. Afin de lui rendre hommage il emporte, en quittant la ville, une torche allumée dans l'un des incendies qui continuent de ravager la capitale de la préfecture de Hiroshima.
Pendant plus de vingt ans, M. Yamamoto entretient chez lui la flamme qui lui rappelle la mort de son oncle et le bombardement atomique d'Hiroshima.
En 1968, le village de Hoshino hérite de la flamme de M. Yamamoto et fait construire un monument pour l'abriter : la tour de la paix, hommage aux victimes des bombardements atomiques d'Hiroshima et Nagasaki.

### Patrimoine naturel

#### Rizières en terrasses
Une scène pittoresque typique de Hoshino est constituée par les rizières en terrasses. Ces parcelles de terres cultivables couvertes de plants de riz — appelées tanada — sont aménagées en escalier sur les flancs des montagnes du village. Elles sont alimentées en eau de pluie captée par des canaux d'irrigation. Chaque terrasse est entourée d'une digue faite de pierres et de boue pour retenir l'eau.

### Événements

#### Fūryūhanya mai
Fūryūhanya mai est une danse traditionnelle dont l'origine remonte au début du XIIIe siècle. À l'époque il s'agissait d'un ensemble de danses rituelles accompagnées par une musique de cour. Elle avait pour but d'attirer l'attention des dieux de la religion shintō afin qu'ils assurent protection au pays contre les inondations et les tempêtes.
Jusqu'à l'époque d'Edo (1609-1868), cette tradition était prohibée ou réhabilitée selon le bon vouloir du daimyō en place. Elle fut cependant définitivement adoptée comme fête traditionnelle en 1804 et transmise jusqu'à nos jours de génération en génération.
En 2015, c'est un rituel pratiqué chaque année, le troisième dimanche de septembre, dans l'enceinte du sanctuaire Asō, un sanctuaire de montagne près de l'étang Asō à Hoshino. Il est censé attirer la pluie et le soleil sur les champs cultivés, éviter les inondations, protéger les personnes et repousser les vents.
Sur une scène, des hommes vêtus d'un kamishimo et portant un éventail chantent et effectuent une danse accompagnée par des musiciens jouant des percussions et du nōkan, une flûte traversière en bambou,.
Fūryūhanya mai est classée bien culturel folklorique intangible national depuis 1978.

#### La fête des lucioles

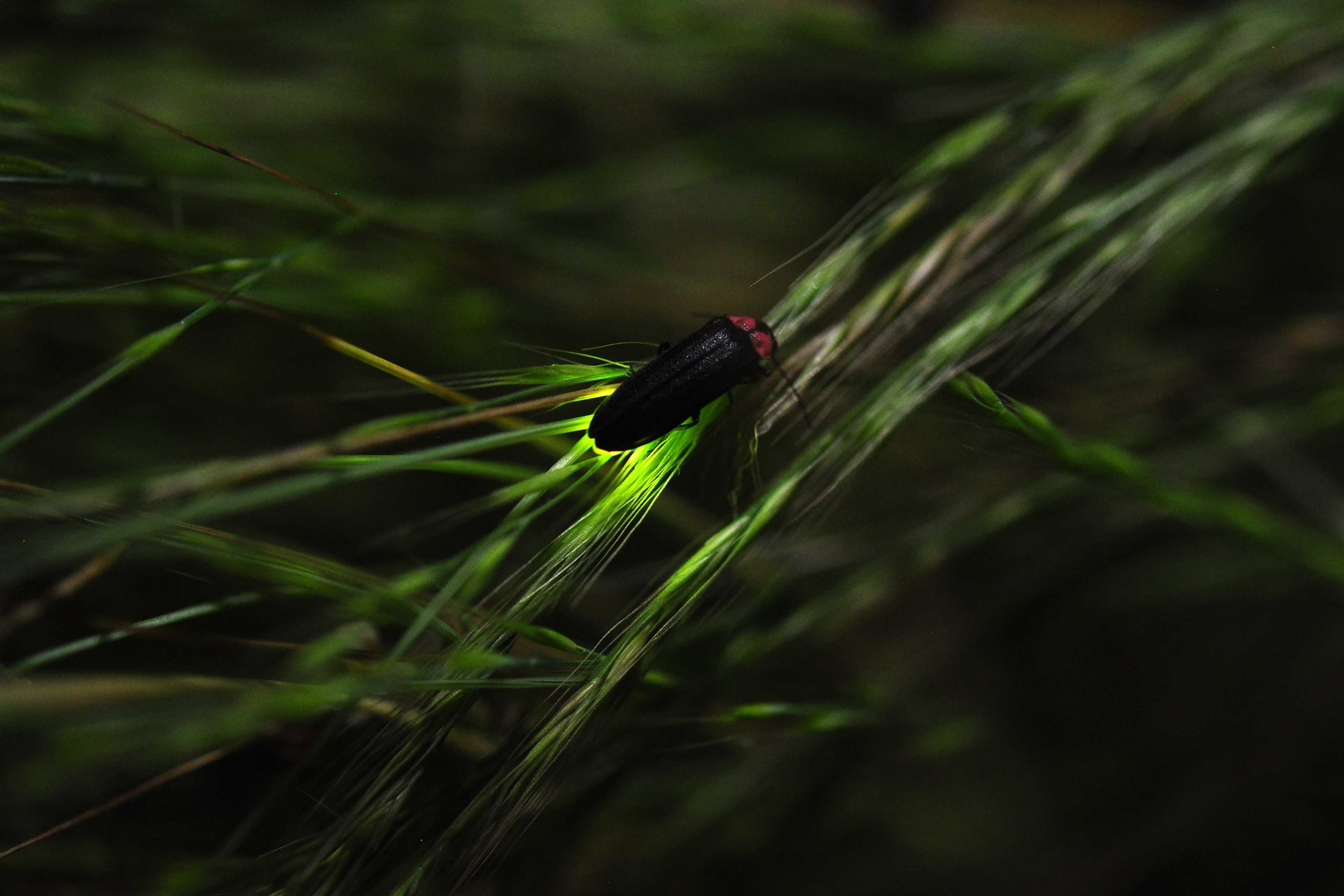
Une luciole.

Chaque 4 juin, à Hoshino, a lieu Hotaru matsuri, une fête locale célébrant les lucioles, insectes coléoptères qui annoncent le début de l'été et sont un indicateur de la qualité de l'environnement naturel et, en particulier, de l'eau.
À la nuit tombée, des milliers de lucioles éclairent le ciel d'une bioluminescence verte le long de la rivière Hoshino.